# 前276年
| 千纪： | 前1千纪 |
| 世纪： | 前4世纪 \| 前3世纪 \| 前2世纪 |
| 年代： | 前300年代 \| 前290年代 \| 前280年代 \| 前270年代 \| 前260年代 \| 前250年代 \| 前240年代                                                   |
| 年份： | 前281年 \| 前280年 \| 前279年 \| 前278年 \| 前277年 \| 前276年 \| 前275年 \| 前274年 \| 前273年 \| 前272年 \| 前271年                     |
| 纪年： | 周赧王三十九年 魯頃公四年 齊襄王八年 趙惠文王二十三年 魏安釐王元年 韓釐王二十年 秦昭襄王三十一年 楚頃襄王二十三年 衛懷君十七年 燕惠王三年 |

## 大事记
- 秦武安君白起伐魏，拔兩城。
- 楚頃襄王收東地兵，得十餘萬，復西取江南十五邑。
- 魏安釐王封其弟無忌為信陵君。
- 安提柯二世擊敗入侵希臘的高盧人，入主馬其頓王國。